# NWA World Tag Team Championship (Mid-America version)
L'NWA World Tag Team Championship (Mid-America version) è stato un titolo della divisione tag team della federazione NWA Mid-America, associata alla National Wrestling Alliance (NWA) e fu principalmente difeso nei territori contenenti gli stati del Tennessee, Kentucky e Alabama.
Il titolo fu attivo dal 1957, anno in cui fu introdotto, fino al 1977, quando fu disattivato in favore del NWA Mid-America Tag Team Championship.

## Storia
I territori della National Wrestling Alliance erano tenuti a riconoscere un solo campione mondiale dei pesi massimi, ma la NWA consentiva ad ognuno di essi di stabilire un titolo mondiale di coppia, rendendoli di fatto dei titoli regionali, a discapito del nome.
Le prime tracce del titolo risalgono al 1944, quando il territorio iniziò a promuovere Herb e Roy Welch come campioni locali, ma fu difeso con continuità solo a partire dal 1957. Nel 1972 all'interno del territorio nacque anche il NWA Mid-America Tag Team Championship, che iniziò ad acquisire sempre più importanza, fino a soppiantare la versione locale del titolo mondiale, che fu disattivata nel 1977.

## Albo d'oro
| Legenda  |                                                                               |
| -------- | ----------------------------------------------------------------------------- |
| #        | Indica il numero del regno titolato                                           |
| Regno    | Viene indicato il numero del regno del campione                               |
| Data     | La data in cui il titolo è stato vinto                                        |
| Località | Indica il luogo in cui il titolo è stato vinto                                |
| Note     | Indica notizie particolari riguardanti i cambi di titolo o altre informazioni |

| #                                 | Campione                                      | Regno | Data              | Giorni | Località                 | Evento     | Note | Fonti |
| --------------------------------- | --------------------------------------------- | ----- | ----------------- | ------ | ------------------------ | ---------- | --- | ----- |
| 1                                 | Herb Welch e Roy Welch                        | 1     | 16 aprile 1944    | 379    | Birmingham, Alabama      | House Show | I Welch sconfissero The Bat e Sailor Wilkins per conquistare il titolo locale, ma dal 3 ottobre 1944 iniziarono ad essere promossi come campioni mondiali. |       |
| 2                                 | Jack Purdin e Garza Lozano                    | 1     | 30 aprile 1945    | --     | Birmingham, Alabama      | House Show | |       |
| Storia del titolo non documentata |                                               |       |                   |        |                          |            | |       |
| 3                                 | Corsica Joe e Corsica Jean                    | 1     | 5 febbraio 1957   | --     | --                       | House Show | |       |
| 4                                 | Jackie Fargo e Don Fargo                      | 1     | maggio 1957       | --     | --                       | House Show | |       |
| 5                                 | Corsica Joe e Corsica Jean                    | 2     | 6 giugno 1957     | --     | --                       | House Show | |       |
| 6                                 | Jackie Fargo e Don Fargo                      | 2     | giugno 1957       | --     | --                       | House Show | |       |
| 7                                 | Corsica Joe e Corsica Jean                    | 3     | 23 luglio 1957    | 13     | Nashville, Tennessee     | House Show | |       |
| 8                                 | Jackie Fargo e Don Fargo                      | 3     | 5 agosto 1957     | 12     | --                       | House Show | |       |
| 9                                 | Corsica Joe e Corsica Jean                    | 4     | 17 agosto 1957    | --     | --                       | House Show | |       |
| Storia del titolo non documentata |                                               |       |                   |        |                          |            | |       |
| 10                                | Corsica Joe e Corsica Jean                    | 5     | ottobre 1957      | --     | --                       | House Show | |       |
| 11                                | Lee Fields e Mario Galento                    | 1     | 9 ottobre 1957    | 7      | Mobile, Alabama          | House Show | |       |
| 12                                | Jackie Fargo e Don Fargo                      | 4     | 16 ottobre 1957   | 113    | Mobile, Alabama          | House Show | |       |
| 13                                | Lee Fields (2) e Lester Welch                 | 1     | 6 febbraio 1958   | 20     | Hattiesburg, Mississippi | House Show | |       |
| 14                                | Jackie Fargo e Don Fargo                      | 5     | 26 febbraio 1958  | 83     | Mobile, Alabama          | House Show | | [ 3 ] |
| 15                                | Tex Riley e Len Rossi                         | 1     | 20 maggio 1958    | 91     | --                       | House Show | |       |
| 16                                | Doc Gallagher e Mike Gallagher                | 1     | 19 agosto 1958    | 44     | --                       | House Show | |       |
| 17                                | Corsica Joe e Corsica Jean                    | 6     | 2 ottobre 1958    | 50     | Chattanooga, Tennessee   | House Show | |       |
| 18                                | Jackie Fargo e Don Fargo                      | 6     | 21 dicembre 158   | --     | --                       | House Show | |       |
| 19                                | Corsica Joe e Corsica Jean                    | 7     | dicembre 1958     | --     | --                       | House Show | |       |
| 20                                | Yvon Robert e Billy Wicks                     | 1     | 5 gennaio 1959    | 7      | Memphis, Tennesse        | House Show | |       |
| 21                                | Corsica Joe e Corsica Jean                    | 8     | 12 gennaio 1959   | 38     | Memphis, Tennesse        | House Show | |       |
| 22                                | Don Fields e Luke Fields                      | 1     | 19 febbraio 1959  | 57     | Chattanooga, Tennessee   | House Show | | [ 4 ] |
| —                                 | Vacante                                       | —     | 17 aprile 1959    | —      | —                        | —          | Il titolo venne reso vacante in seguito ad una difesa terminata in pareggio.                                                                               |       |
| 23                                | Don Fields e Luke Fields                      | 2     | 24 aprile 1959    | 172    | Florence, Alabama        | House Show | In uno spareggio contro Jean e Joe Corsica |       |
| 24                                | Al Greene e Don Greene                        | 1     | 13 ottobre 1959   | 13     | Nashville, Tennessee     | House Show | |       |
| 25                                | Don Fields e Luke Fields                      | 3     | 26 ottobre 1959   | 25     | Birmingham, Alabama      | House Show | |       |
| 26                                | Jackie Fargo e Don Fargo                      | 7     | 20 novembre 1959  | 43     | Birmingham, Alabama      | House Show | |       |
| 27                                | Al Greene e Don Greene                        | 2     | 2 gennaio 1960    | 12     | --                       | House Show | |       |
| 28                                | Jackie Fargo e Don Fargo                      | 8     | 14 gennaio 1960   | 5      | --                       | House Show | |       |
| 29                                | Tex Riley e Len Rossi                         | 2     | 19 gennaio 1960   | 70     | Nashville, Tennessee     | House Show | |       |
| 30                                | Karl Von Brauner e Kurt Von Brauner           | 1     | 29 marzo 1960     | 34     | Nashville, Tennessee     | House Show | |       |
| 31                                | Mike Clancy e Oni Wiki Wiki                   | 1     | 2 maggio 1960     | 49     | Birmingham, Alabama      | House Show | |       |
| 32                                | Tor Yamata e Mr. Moto                         | 1     | 20 giugno 1960    | 106    | Birmingham, Alabama      | House Show | |       |
| —                                 | Vacante                                       | —     | 4 ottobre 1960    | —      | —                        | —          | Il titolo venne reso vacante in seguito ad un finale controverso di una difesa titolata.                                                                   |       |
| 33                                | Bobby Fields e Don Fields                     | 4     | 27 giugno 1960    | 7      | --                       | House Show | In uno spareggio contro i Von Brauner. Bobby Fields era già stato campione con il nome di Luke Fields                                                      |       |
| 34                                | Karl Von Brauner e Kurt Von Brauner           | 2     | 4 luglio 1960     | 96     | --                       | House Show | |       |
| 35                                | Lester Welch (2) e Herb Welch                 | 1     | 18 ottobre 1960   | 21     | Nashville, Tennessee     | House Show | |       |
| 36                                | Tor Yamata e Mr. Moto                         | 2     | 8 novembre 1960   | 11     | Nashville, Tennessee     | House Show | |       |
| 37                                | Al Greene e Don Greene                        | 3     | 19 novembre 1960  | 79     | Chattanooga, Tennessee   | House Show | |       |
| 38                                | Lester Welch (3) e Joe Scarpa                 | 1     | 16 febbraio 1961  | 56     | Knoxville, Tennessee     | House Show | |       |
| —                                 | Vacante                                       | —     | 13 aprile 1961    | —      | —                        | —          | Il titolo venne reso vacante in seguito ad un finale controverso di una difesa titolata.                                                                   |       |
| 39                                | Lester Welch (4) e Joe Scarpa (2)             | 2     | 20 aprile 1961    | 38     | Chattanooga, Tennessee   | House Show | In uno spareggio contro Rocket e Sputnik Monroe. |       |
| 40                                | Jackie Fargo (9) e Joe Fargo                  | 1     | 28 maggio 1961    | 1      | --                       | House Show | |       |
| 41                                | Lester Welch (5) e Joe Scarpa (3)             | 3     | 29 maggio 1961    | --     | Birmingham, Alabama      | House Show | |       |
| —                                 | Disattivato                                   | —     | 1961              | —      | —                        | —          | Titolo temporaneamente disattivato. |       |
| 42                                | Karl Von Brauner e Kurt Von Brauner           | 3     | maggio 1964       | --     | --                       | --         | Titolo riattivato e assegnato ai Von Brauner. |       |
| 43                                | Alex Perez e Tojo Yamamoto                    | 1     | 10 agosto 1964    | 14     | Memphis, Tennesse        | House Show | |       |
| 44                                | Karl Von Brauner e Kurt Von Brauner           | 4     | 24 agosto 1964    | 22     | Memphis, Tennesse        | House Show | |       |
| —                                 | Vacante                                       | —     | 15 settembre 1964 | —      | —                        | —          | Il titolo venne reso vacante in seguito ad un finale controverso di una difesa titolata.                                                                   |       |
| 45                                | Karl Von Brauner e Kurt Von Brauner           | 5     | 29 settembre 1964 | 16     | Nashville, Tennessee     | House Show | In uno spareggio contro Alex Perez e Tojo Yamamoto |       |
| 46                                | Alex Perez (2) e Joe Scarpa (4)               | 1     | 15 ottobre 1964   | 14     | Chattanooga, Tennessee   | House Show | |       |
| 47                                | Karl Von Brauner e Kurt Von Brauner           | 6     | 29 ottobre 1964   | --     | Chattanooga, Tennessee   | House Show | |       |
| —                                 | Vacante                                       | —     | marzo 1965        | —      | —                        | —          | Il titolo venne reso vacante in seguito ad un finale controverso di una difesa titolata.                                                                   |       |
| 48                                | Jackie Fargo (10) e Mario Milano              | 1     | 9 marzo 1965      | 35     | Nashville, Tennessee     | House Show | In un torneo a 3 tag team. |       |
| 49                                | Karl Von Brauner e Kurt Von Brauner           | 7     | 13 aprile 1965    | --     | Nashville, Tennessee     | House Show | |       |
| —                                 | Vacante                                       | —     | marzo 1965        | —      | —                        | —          | Il titolo venne reso vacante in seguito ad un infortunio di Kurt Von Brauner.                                                                              |       |
| 50                                | Tojo Yamamoto (2) e Mitsu Hirai               | 1     | 29 aprile 1965    | --     | Chattanooga, Tennessee   | House Show | In un torneo a 3 tag team. |       |
| —                                 | Vacante                                       | —     | maggio 1965       | —      | —                        | —          | Il titolo venne reso vacante per motivi non noti. |       |
| 51                                | Karl Von Brauner e Kurt Von Brauner           | 8     | 4 maggio 1965     | --     | --                       | --         | |       |
| —                                 | Vacante                                       | —     | settembre 1965    | —      | —                        | —          | Il titolo venne reso vacante per motivi non noti. |       |
| 52                                | Eddie Graham e Sammy Steamboat                | 1     | 21 settembre 1965 | --     | --                       | --         | In un torneo fittizio per riassegnare i titoli vacanti. |       |
| 53                                | Tojo Yamamoto (3) e Alex Perez (2)            | 2     | 11 ottobre 1965   | 20     | Memphis, Tennesse        | House Show | |       |
| 54                                | Eddie Graham e Sammy Steamboat                | 2     | 25 ottobre 1965   | 91     | Memphis, Tennesse        | House Show | |       |
| 55                                | Hiro Matsuda e Kanji Inoki                    | 1     | 24 gennaio 1966   | --     | Memphis, Tennesse        | House Show | |       |
| —                                 | Vacante                                       | —     | febbraio 1966     | —      | —                        | —          | Il titolo venne reso vacante in seguito ad un infortunio (fittizio) di Inoki                                                                               |       |
| 56                                | Herb Welch (2) e Al Costello                  | 1     | 30 maggio 1966    | 65     | Nashville, Tennessee     | House Show | In un torneo per riassegnare i titoli vacanti, sconfiggendo i Von Brauner in finale.                                                                       | [ 5 ] |
| 57                                | Karl Von Brauner (9) e Luke Graham            | 1     | 3 agosto 1966     | 21     | Nashville, Tennessee     | House Show | |       |
| 58                                | Moose e Giant Evans                           | 1     | 24 agosto 1966    | 43     | Nashville, Tennessee     | House Show | |       |
| 59                                | Tojo Yamamoto (4) e Tamaya Soto               | 1     | 6 ottobre 1966    | 14     | Chattanooga, Tennessee   | House Show | |       |
| 60                                | Tojo Yamamoto (5) e Professor Ito             | 1     | 20 ottobre 1966   | 102    | --                       | --         | Soto cedette la sua parte di titolo a Professor Ito |       |
| 61                                | Jackie Fargo (11) e Herb Welch (3)            | 1     | 30 gennaio 1967   | 7      | Memphis, Tennesse        | House Show | |       |
| 62                                | Tojo Yamamoto (6) e Professor Ito (2)         | 2     | 6 febbraio 1967   | 30     | Memphis, Tennesse        | House Show | |       |
| 63                                | Jackie Fargo (12) e Len Rossi (3)             | 1     | 8 marzo 1967      | 8      | Nashville, Tennessee     | House Show | |       |
| —                                 | Vacante                                       | —     | 16 marzo 1967     | —      | —                        | —          | Il titolo venne reso vacante in seguito ad una difesa terminata in pareggio.                                                                               |       |
| 64                                | Blue Inferno #1 e Blue Inferno #2             | 1     | 23 marzo 1967     | 35     | Chattanooga, Tennessee   | House Show | In un torneo per riassegnare i titoli vacanti. |       |
| 65                                | Billy HInes e Jimmy Hines                     | 1     | 27 aprile 1967    | 14     | Chattanooga, Tennessee   | House Show | |       |
| 66                                | Blue Inferno #1 e Blue Inferno #2             | 2     | 11 maggio 1967    | 16     | Chattanooga, Tennessee   | House Show | | [ 6 ] |
| 67                                | Billy HInes e Jimmy Hines                     | 2     | 27 maggio 1967    | 35     | Chattanooga, Tennessee   | House Show | |       |
| 68                                | Tamaya Soto (2) e Great Yamaha                | 1     | 1 luglio 1967     | 26     | Chattanooga, Tennessee   | House Show | | [ 7 ] |
| 69                                | Billy HInes e Jimmy Hines                     | 3     | 27 luglio 1967    | --     | --                       | House Show | |       |
| —                                 | Vacante                                       | —     | luglio 1967       | —      | —                        | —          | Il titolo venne reso vacante in seguito ad un infortunio di Billy Hines                                                                                    |       |
| 70                                | Don Carson e Ron Carson                       | 1     | 9 agosto 1967     | 36     | Nashville, Tennessee     | House Show | In uno spareggio per riassegnare i titoli vacanti contro Jackie Fargo e Len Rossi                                                                          |       |
| 71                                | Billy HInes e Jimmy Hines                     | 4     | 14 settembre 1967 | --     | Chattanooga, Tennessee   | House Show | |       |
| 72                                | Motoshi Okuma e Great Kojika                  | 1     | ottobre 1967      | --     | --                       | House Show | |       |
| 73                                | Len Rossi (4) e Tamaya Soto (3)               | 1     | dicembre 1967     | --     | --                       | House Show | |       |
| 74                                | Mighty Yankee #1 e Mighty Yankee #2           | 1     | 14 marzo 1968     | --     | Chattanooga, Tennessee   | House Show | |       |
| 75                                | Len Rossi (5) e Tamaya Soto (4)               | 2     | giugno 1968       | --     | --                       |            | |       |
| 76                                | Mighty Yankee #1 e Mighty Yankee #2           | 2     | 9 luglio 1968     | 25     | Birmingham, Alabama      | House Show | |       |
| —                                 | Vacante                                       | —     | 3 agosto 1968     | —      | —                        | —          | Il titolo venne reso vacante in seguito ad un finale controverso di una difesa titolata.                                                                   |       |
| 77                                | Ken Luchas e Dennis Hall                      | 1     | 3 agosto 1968     | 14     | Chattanooga, Tennessee   | House Show | |       |
| 78                                | Mighty Yankee #1 e Mighty Yankee #2           | 3     | 17 agosto 1968    | --     | Chattanooga, Tennessee   | House Show | |       |
| 79                                | Len Rossi (6) e Johnny Walker                 | 1     | settembre 1968    | --     | --                       | House Show | |       |
| 80                                | Tojo Yamamoto (7) e Johnny Long               | 1     | 13 novembre 1968  | 15     | Birmingham, Alabama      | House Show | |       |
| 81                                | Les Thatcher e Dennis Hall (2)                | 1     | 28 novembre 1968  | 16     | Chattanooga, Tennessee   | House Show | |       |
| 82                                | Tojo Yamamoto (8) e Johnny Long (2)           | 2     | 14 dicembre 1968  | --     | --                       | House Show | |       |
| 83                                | Len Rossi (7) e Don Carson (2)                | 1     | febbraio 1969     | --     | --                       | House Show | |       |
| —                                 | Vacante                                       | —     | febbraio 1969     | —      | —                        | —          | Il titolo venne reso vacante in seguito ad un finale controverso di una difesa titolata.                                                                   |       |
| 84                                | Tojo Yamamoto (9) e Johnny Long (3)           | 3     | 27 febbraio 1969  | 14     | Chattanooga, Tennessee   | House Show | | [ 8 ] |
| 85                                | Len Rossi (8) e Don Carson (3)                | 2     | 13 marzo 1969     | 44     | Chattanooga, Tennessee   | House Show | |       |
| 86                                | Dante e The Great Mephisto                    | 1     | 26 aprile 1969    | --     | Chattanooga, Tennessee   | House Show | |       |
| 87                                | Len Rossi (9) e Johnny Walker (2)             | 2     | 1969              | --     | --                       | House Show | |       |
| 88                                | Dante e The Great Mephisto                    | 2     | 1969              | --     | --                       | House Show | |       |
| 89                                | Bearcat Brown e Johnny Walker (3)             | 1     | 21 giugno 1969    | 7      | Chattanooga, Tennessee   | House Show | |       |
| 90                                | Dante e The Great Mephisto                    | 3     | 28 giugno 1969    | 7      | Chattanooga, Tennessee   | House Show | |       |
| 91                                | Bearcat Brown (2) e Johnny Walker (4)         | 2     | 5 luglio 1969     | --     | Chattanooga, Tennessee   | House Show | |       |
| Storia del titolo non documentata |                                               |       |                   |        |                          |            | |       |
| 92                                | Spoiler #1 e Spoiler #2                       | 1     | settembre 1969    | --     | --                       | House Show | |       |
| 93                                | Bearcat Brown (3) e Len Rossi (10)            | 1     | 20 settembre 1969 | 12     | Chattanooga, Tennessee   | House Show | |       |
| 94                                | Spoiler #1 e Spoiler #2                       | 2     | 2 ottobre 1969    | 0      | Chattanooga, Tennessee   | House Show | |       |
| 95                                | Bearcat Brown (4) e Len Rossi (11)            | 2     | 2 ottobre 1969    | --     | Chattanooga, Tennessee   | House Show | |       |
| Storia del titolo non documentata |                                               |       |                   |        |                          |            | |       |
| 96                                | Big Bad John e Pepe Lopez                     | 1     | maggio 1970       | --     | --                       | House Show | |       |
| 97                                | Mystery Man #1 (12) e Mystery Man #2 (3)      | 1     | 18 settembre 1970 | --     | Nashville, Tennessee     | House Show | Mystery Man #1 e #2 avevano già vinto i titoli rispettivamente con i nomi di Len Rossi e Dennis Hall                                                       |       |
| Storia del titolo non documentata |                                               |       |                   |        |                          |            | |       |
| 98                                | Bearcat Brown (5) e Len Rossi (13)            | 3     | settembre 1970    | --     | --                       | House Show | |       |
| 99                                | Bobby Hart e Lorenzo Parente                  | 1     | 1 ottobre 1970    | 4      | Chattanooga, Tennessee   | House Show | |       |
| 100                               | Bearcat Brown (6) e Len Rossi (14)            | 4     | 15 ottobre 1970   | 39     | Chattanooga, Tennessee   | House Show | |       |
| 101                               | Big Bad John e Pepe Lopez                     | 2     | 23 novembre 1970  | 14     | Chattanooga, Tennessee   | House Show | |       |
| 102                               | Oni Wiki Wiki (2) e Mighty Atlas              | 1     | 7 dicembre 1970   | 3      | --                       | House Show | |       |
| 103                               | Bobby Hart e Lorenzo Parente                  | 2     | 10 dicembre 1970  | 6      | --                       | House Show | |       |
| 104                               | Oni Wiki Wiki (3) e Mighty Atlas (2)          | 2     | 16 dicembre 1970  | --     | Nashville, Tennessee     | House Show | |       |
| 105                               | Bobby Hart e Lorenzo Parente                  | 3     | febbraio 1971     | --     | --                       | House Show | |       |
| 106                               | Jimmy Golden e Dennis Hall (4)                | 1     | 6 marzo 1971      | 14     | Chattanooga, Tennessee   | House Show | |       |
| 107                               | Bobby Hart e Lorenzo Parente                  | 4     | 20 marzo 1971     | 7      | Chattanooga, Tennessee   | House Show | |       |
| 108                               | Masked Avenger #1 (5) e Masked Avenger #2 (2) | 2     | 27 marzo 1971     | 28     | Chattanooga, Tennessee   | House Show | Masked Avenger #1 e #2 erano già stati campioni rispettivamente con i nomi di Dennis Hall e Jimmy Golden                                                   |       |
| 109                               | Mike York e Frank Monte                       | 1     | 24 aprile 1971    | --     | --                       | House Show | |       |
| Storia del titolo non documentata |                                               |       |                   |        |                          |            | |       |
| 110                               | Karl Von Brauner (10) e Kurt Von Brauner (9)  | 9     | 12 maggio 1971    | 7      | --                       | House Show | |       |
| 111                               | Big Bad John (3) e Omar Atlaz                 | 1     | 19 maggio 1971    | 10     | --                       | House Show | |       |
| 112                               | Karl Von Brauner (11) e Kurt Von Brauner (10) | 10    | 29 maggio 1971    | 14     | --                       | House Show | |       |
| 113                               | Jackie Fargo (13) e Jerry Jarrett             | 1     | 12 giugno 1971    | 7      | Chattanooga, Tennessee   | House Show | |       |
| 114                               | Karl Von Brauner (12) e Kurt Von Brauner (11) | 11    | 19 giugno 1971    | 44     | Chattanooga, Tennessee   | House Show | |       |
| 115                               | Bearcat Brown (7) e Len Rossi (15)            | 5     | 2 agosto 1971     | 14     | Birmingham. Alabama      | House Show | |       |
| 116                               | Karl Von Brauner (13) e Kurt Von Brauner (12) | 12    | 16 agosto 1971    | 19     | --                       | House Show | |       |
| 117                               | Jackie Fargo (14) e Robert Fuller             | 1     | 4 settembre 1971  | --     | Chattanooga, Tennessee   | House Show | |       |
| 118                               | Karl Von Brauner (14) e Kurt Von Brauner (13) | 13    | 1971              | --     | --                       | House Show | |       |
| 119                               | Stan Frazier e Dennis Hall (6)                | 1     | 1971              | --     | --                       | House Show | |       |
| 120                               | Karl Von Brauner (15) e Kurt Von Brauner (14) | 14    | 1971              | --     | --                       | House Show | |       |
| 121                               | Intern #1 e Intern #2                         | 1     | novembre 1971     | --     | --                       | House Show | |       |
| 122                               | Bearcat Brown (8) e Len Rossi (16)            | 6     | 1971              | --     | Birmingham. Alabama      | House Show | |       |
| 123                               | Al Greene e Don Greene                        | 4     | dicembre 1971     | --     | --                       | House Show | |       |
| 124                               | Bearcat Brown (9) e Len Rossi (17)            | 7     | 25 marzo 1972     | --     | Chattanooga, Tennessee   | House Show | |       |
| Storia del titolo non documentata |                                               |       |                   |        |                          |            | |       |
| 125                               | Karl Von Brauner (16) e Kurt Von Brauner (15) | 15    | 1972              | --     | --                       | House Show | |       |
| 126                               | Robert Fuller (2) e Kevin Sullivan            | 1     | 24 maggio 1972    | 7      | Nashville, Tennessee     | House Show | |       |
| 127                               | Karl Von Brauner (17) e Kurt Von Brauner (16) | 16    | 31 maggio 1972    | 47     | Nashville, Tennessee     | House Show | |       |
| 128                               | Robert Fuller (3) e Sputnik Monroe            | 1     | 17 luglio 1972    | 3      | Memphis, Tennessee       | House Show | |       |
| 129                               | Karl Von Brauner (18) e Kurt Von Brauner (17) | 17    | 20 luglio 1972    | 11     | Florence, Alabama        | House Show | |       |
| 130                               | Robert Fuller (4) e Sputnik Monroe (2)        | 2     | 31 luglio 1972    | --     | --                       | House Show | |       |
| Storia del titolo non documentata |                                               |       |                   |        |                          |            | |       |
| 131                               | Al Greene e Don Greene                        | 5     | agosto 1972       | --     | --                       | House Show | |       |
| 132                               | Jackie Fargo (15) e Eddie Marlin              | 1     | 28 agosto 1972    | 21     | Memphis, Tennessee       | House Show | |       |
| 133                               | Al Greene e Don Greene                        | 6     | 18 settembre 1972 | 21     | Memphis, Tennessee       | House Show | |       |
| 134                               | Johnny Walker (5) e Tojo Yamamoto (10)        | 1     | 9 ottobre 1972    | --     | Memphis, Tennessee       | House Show | |       |
| Storia del titolo non documentata |                                               |       |                   |        |                          |            | |       |
| 135                               | David Novak e Jerry Novak                     | 1     | 1972              | --     | --                       | House Show | |       |
| 136                               | Bearcat Brown (10) e Johnny Walker (6)        | 1     | 16 dicembre 1972  | 14     | Chattanooga, Tennessee   | House Show | |       |
| 137                               | David Novak e Jerry Novak                     | 2     | 30 dicembre 1972  | --     | Chattanooga, Tennessee   | House Show | |       |
| Storia del titolo non documentata |                                               |       |                   |        |                          |            | |       |
| 138                               | Al Costello (2) e Don Kent                    | 1     | febbraio 1973     | --     | --                       | House Show | |       |
| 139                               | Ben Justice e Tojo Yamamoto (11)              | 1     | 29 marzo 1973     | --     | Chattanooga, Tennessee   | House Show | |       |
| 140                               | Al Costello (3) e Don Kent (2)                | 2     | aprile 1973       | --     | --                       | House Show | |       |
| 141                               | Ron Wright e Don Wright                       | 1     | 11 aprile 1973    | --     | Knoxville, Tennessee     | House Show | |       |
| 142                               | Al Costello (4) e Don Kent (3)                | 3     | aprile 1973       | --     | --                       | House Show | |       |
| 143                               | Randy Curtis e Lorenzo Parente (5)            | 1     | 22 settembre 1973 | 14     | Chattanooga, Tennessee   | House Show | |       |
| 144                               | Intern #1 e Intern #2                         | 2     | 6 ottobre 1973    | 33     | --                       | House Show | |       |
| 145                               | Bearcat Brown (11) e Don Greene (7)           | 1     | 8 novembre 1973   | 7      | Chattanooga, Tennessee   | House Show | |       |
| 146                               | Intern #1 e Intern #2                         | 3     | 15 novembre 1973  | --     | Nashville, Tennessee     | House Show | |       |
| 147                               | Randy Curtis (2) e Lorenzo Parente (5)        | 2     | 28 novembre 1973  | --     | Nashville, Tennessee     | House Show | |       |
| 148                               | Intern #1 e Intern #2                         | 4     | gennaio 1974      | --     | --                       | House Show | |       |
| Storia del titolo non documentata |                                               |       |                   |        |                          |            | |       |
| 149                               | Disciple #1 e Disciple #2                     | 1     | 1974              | --     | --                       | House Show | |       |
| Storia del titolo non documentata |                                               |       |                   |        |                          |            | |       |
| 150                               | Karl Von Steiger e Otto Von Heller            | 1     | 1974              | --     | --                       | House Show | |       |
| Storia del titolo non documentata |                                               |       |                   |        |                          |            | |       |
| 151                               | Assassin #1 e Assassin #2                     | 1     | luglio 1976       | --     | --                       | House Show | |       |
| 152                               | Masked Superstar #1 e Masked Superstar #2     | 1     | agosto 1976       | --     | --                       | House Show | |       |
| Storia del titolo non documentata |                                               |       |                   |        |                          |            | |       |
| 153                               | Mike Graham e Kevin Sullivan (2)              | 1     | aprile 1977       | --     | --                       | House Show | |       |
| —                                 | Disattivato                                   | —     | 1977              | —      | —                        | —          | Il titolo fu disattivato dalla NWA Mid-America, che aveva iniziato a promuovere il NWA Mid-America Tag Team Championship.                                  |       |